# Richard Robb
Richard Alexander Robb (* 7. September 1901 in Glasgow; † 22. März 1977 in Eaglesham, East Renfrewshire) war ein schottischer Mathematiker, Astronom und als Leichtathlet Teilnehmer der Olympischen Sommerspiele 1928.

## Leben
Robb studierte ab 1918 an der Universität Glasgow, schloss das Studium 1922 mit Master-Graden in Mathematik und Naturphilosophie ab und wurde dann Assistent an der Universität. Ein Stipendium (Commonwealth Fund Fellowship) ermöglichte ihm von 1926 bis 1928 einen Aufenthalt an der University of Michigan, wo er einen Master-Grad in Astronomie erwarb. Nach seiner Rückkehr nach Glasgow war er Dozent (Lecturer) für Mathematik an der Universität. Nach einem postgradualen Studium an der Universität Lund in Schweden wurde er mit der Arbeit Studies in Stellar Statistics with particular reference to Type A stars auf dem Gebiet der Astronomie promoviert. Bis zu seiner Berentung 1966 war er als Hochschullehrer an der Universität Glasgow tätig.
Seit 1925 war Robb Mitglied der Edinburgh Mathematical Society. 1929 wurde er zum Mitglied (Fellow) der Royal Society of Edinburgh gewählt. 1931 wurde er Fellow der Royal Astronomical Society.
1928 war als 400-m-Läufer Mitglied des britischen Teams, das an den Olympischen Sommerspielen in Amsterdam teilnahm. Er gewann dort jedoch als Mitglied der 4 × 400-m-Staffel keine Medaille.

## Schriften (Auswahl)
- Richard A. Robb: Influence of atmospheric conditions on the effective wave-lengths of stars. In: Astrophysical Journal. Band 65, 1927, S. 315–320.
- Richard A. Robb: The correlation between absolute magnitude, linear tangential velocity, distance, apparent magnitude and proper motion. In: Monthly Notices of the Royal Astronomical Society. Band 97, 1936, S. 67–74.